# Adam Vinatieri
Adam Matthew Vinatieri (Yankton, 28 dicembre 1972) è un ex giocatore di football americano statunitense che ha militato nel ruolo di kicker nella National Football League (NFL). Durante i suoi vent'anni di carriera ha vinto quattro Super Bowl. Detiene i record NFL per il maggior numero di apparizioni (5) al Super Bowl e di titoli vinti (4) da parte di un kicker, oltre che il record assoluto per il maggior numero di gare disputate nei playoff (30).
Vinatieri è stato soprannominato "Mr. Clutch" ("Signor Decisivo") dalla stampa per la sua freddezza durante la carriera nella National Football League. Altri soprannomi affibbiatigli sono "Automatic Adam", per la sua accuratezza, e "Iceman", per la sua calma sotto pressione. Vinatieri ha trasformato diversi dei field goal più cruciali della storia della lega, inclusi quello del pareggio e della vittoria in mezzo a una bufera di neve nella famigerata "Tuck Rule Game", e quelli della vittoria nei secondi finali di due Super Bowl (XXXVI, XXXVIII).

## Carriera universitaria
Adam Matthew Vinatieri è il secondo di quattro figli di Paul e Judy Vinatieri, e il pronipote del musicista italiano Felice Vinatieri che nel 1876 partecipò alla battaglia di Little Big Horn con il generale George Armstrong Custer come direttore della banda del Settimo Cavalleggeri. 
Dopo aver studiato alla Central High School di Rapid City e a West Point, Adam Vinatieri giocò con i South Dakota State Jackrabbits per quattro anni, squadra rappresentativa dell'università del Dakota del Sud. Nel 1995 decide di andare a giocare nella NFL Europa con gli Amsterdam Admirals.

## Carriera professionistica

### New England Patriots
Vinatieri non fu selezionato nel draft NFL 1996 e firmò con i New England Patriots. Debuttò nella NFL il 1º settembre 1996 contro i Miami Dolphins indossando la maglia numero 4. Nella sua stagione da rookie raggiunse il suo primo Super Bowl, perso contro i Green Bay Packers. In dieci anni coi Patriots vinse tre Super Bowl, nel 2001, 2003 e 2004.

### Indianapolis Colts
Il 22 marzo del 2006 firmò un contratto con i Colts, vincendo con loro il Super Bowl XLVI contro i Chicago Bears.
Nell'ultima gara della stagione regolare 2013, Vinatieri entrò nel ristretto gruppo di giocatori ad aver segnato più di duemila punti in carriera, superando George Blanda e Matt Stover nella classifica di tutti i tempi. L'11 gennaio 2014 contro i Denver Broncos nel divisional round dei playoff, divenne il primo giocatore a segnare 50 field goal nella post-season.
Il 16 novembre 2014, nella settimana 11 contro i Patriots, divenne il primo giocatore della storia della NFL a segnare più di 100 punti in 17 diverse stagioni, superando il record che condivideva con Jason Elam. A fine anno fu convocato per il terzo Pro Bowl in carriera e inserito nel First-team All-Pro. Nel primo turno di playoff, vinto contro i Bengals, stabilì un nuovo record di franchigia nella post-season segnando un field goal da 53 yard.
Il 4 ottobre 2015, nel giorno in cui segnò il field goal della vittoria nei tempi supplementari dei Colts sui Jaguars, Vinatieri divenne il leader di tutti i tempi dei Colts per punti segnati in carriera e il primo giocatore della storia a segnare mille punti con due differenti squadre. Il 22 novembre, nella 300ª gara in carriera, segnò da 43 yard a 52 secondi dal termine il field goal della vittoria contro i Falcons. Nel penultimo turno di campionato, Vinatieri divenne il terzo kicker a segnare 500 field goal in carriera nella vittoria sui Dolphins.
Nella settimana 7 della stagione 2016, Vinatieri stabilì un nuovo record NFL per il maggior numero di field goal trasformati consecutivamente nella stagione regolare con 43, superando il vecchio primato di Mike Vanderjagt. La sua striscia si fermò a quota 44 quando ne sbagliò uno nella settimana 11.
Nel nono turno della stagione 2017, Vinatieri superò Gary Anderson al secondo posto nella classifica dei punti segnati nella storia della NFL. Nel quarto della stagione 2018 divenne il leader di tutti i tempi della NFL per field goal segnati in carriera, superando l'Hall of Famer Morten Andersen. Nell'ottavo superò nuovamente Andersen diventando anche il primatista per punti segnati nella storia.

## Palmarès

### Franchigia
- Super Bowl : 4

New England Patriots: XXXVI, XXXVIII, XXXIX
Indianapolis Colts: XLI
- American Football Conference Championship: 6

New England Patriots: 1996, 2001, 2003, 2004
Indianapolis Colts: 2006, 2009

### Individuale
- Convocazioni al Pro Bowl: 3

2002, 2004, 2014
- First-team All-Pro: 3

2002, 2004, 2014
- PFWA All-Rookie Team - 1996
- Formazione ideale della NFL degli anni 2000
- Formazione ideale del 50º anniversario dei Patriots
- Formazione ideale del 100º anniversario della National Football League

## Statistiche
| Stagione | Squadra              | Partite | FG segnati | FG tentati | %FG  | Max |
| -------- | -------------------- | ------- | ---------- | ---------- | ---- | --- |
| 1996     | New England Patriots | 16      | 27         | 35         | 77,1 | 50  |
| 1997     | New England Patriots | 16      | 25         | 29         | 86,2 | 52  |
| 1998     | New England Patriots | 16      | 31         | 39         | 79,5 | 55  |
| 1999     | New England Patriots | 16      | 26         | 33         | 78,8 | 51  |
| 2000     | New England Patriots | 16      | 27         | 33         | 81,8 | 53  |
| 2001     | New England Patriots | 16      | 24         | 30         | 80,0 | 54  |
| 2002     | New England Patriots | 16      | 27         | 30         | 90,0 | 57  |
| 2003     | New England Patriots | 16      | 25         | 34         | 73,5 | 48  |
| 2004     | New England Patriots | 16      | 31         | 33         | 93,9 | 48  |
| 2005     | New England Patriots | 16      | 20         | 25         | 80,0 | 49  |
| 2006     | Indianapolis Colts   | 13      | 25         | 28         | 89,3 | 48  |
| 2007     | Indianapolis Colts   | 16      | 23         | 29         | 79,3 | 39  |
| 2008     | Indianapolis Colts   | 16      | 20         | 25         | 80,0 | 52  |
| 2009     | Indianapolis Colts   | 6       | 7          | 9          | 77,8 | 48  |
| 2010     | Indianapolis Colts   | 16      | 26         | 28         | 92,9 | 48  |
| 2011     | Indianapolis Colts   | 16      | 23         | 27         | 85,2 | 53  |
| 2012     | Indianapolis Colts   | 16      | 26         | 33         | 78,8 | 53  |
| 2013     | Indianapolis Colts   | 16      | 35         | 40         | 87,5 | 52  |
| TOTALE   |                      | 274     | 448        | 540        | 83,0 | 57  |